# 53T6
53T6 (kod NATO: ABM-3 Gazelle; również: PRS-1) radziecki rakietowy pocisk antybalistyczny krótkiego zasięgu przeznaczony do zwalczania głowic balistycznych w ostatniej, terminalnej fazie lotu balistycznego (do wys. 30 km). Pierwotnie opracowywany dla systemu krótkiego zasięgu S-225. Uzbrojone w jądrowe głowice o mocy 10 kT. Od 64 do 68 pocisków rozmieszczonych jest wokół Moskwy w ramach moskiewskiego systemu antybalistycznego A-135. Pocisk osiąga prędkość około Mach 17 (20826 km/h; 5,8 km/s).
Silnik charakteryzuje się niezwykle wysokim impulsem właściwym, ogromnym ciągiem umożliwiającym przyspieszenie od spoczynku do prędkości 16 Macha w ciągu 3-4 sekund. Maksymalna zdolność manewrowania ładunkiem wynosi 210 g wzdłużnie i 90 g poprzecznie.
Bazują na technologiach sprawdzonych w zestawach S-500 Promietej (kod NATO: SS-X-26) z pociskami 77N6N.
Od 2017 opracowywana jest najpewniej kinetyczna wersja tego pocisku (bez głowicy), oznaczana jako 45T6 (PRS-1M), zbliżająca się parametrami do amerykańskich SM-3IA, czyli również o zdolnościach ASAT.